# Структурна революція

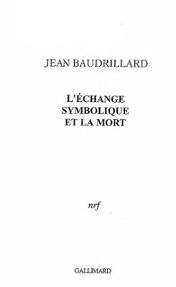
Обложка книги Ж. Бодрійяра

Структу́рна револю́ція (фр. Révolution structurelle) — процес радикальної зміни соціальної формації, наслідком якого є сутнісні перетворення зв'язків між працею, виробництвом, та цінністю речей. Визначена та описана Жаном Бодрійяром у роботі «Символічний обмін та смерть».

## Смерть
У роботі «Символічний обмін і смерть» Жан Бодрійяр інтерпретує смерть як останню реальність у світі всюдисущого панування симулякрів (знаків, які втратили зв'язок з позначеним, ставшими більш реальними за свій оригінал). Прослідковуючи розвиток капіталістичного суспільства з точки зору критика марксизму та фрейдизму, автор доводить, що смерть стає єдиним уламком реальності безкінечного кола симуляцій сучасної соціальної системи, у якій «боротьба зі смертю веде до переносу смерті безпосередньо в життя, до перетворення життя в „після життя“, „пережиток“, „доживання“ (survie) — це, власне, і є модус примарного існування, коли місце реальності займає симулякр, що залишив реальність в далекому, забутому минулому.»

## Роль праці
Бодрійяр демонструє якісний перехід суспільства від «виробництва» до «перевиробництва» пов'язаний зі зміною ролі праці в формуванні закону цінності. «Тому що праця — уже більше не сила, вона стала знаком серед знаків. Вона виготовляється і споживається, як і все інше. По загальному закону еквівалентності вона міняється на не-працю, на дозвілля, вона допускає взаємопідставлення зі всіма іншими секторами повсякденного життя». Праця перестала грати провідну роль у формуванні цінності, а набула значення універсального еквівалента, який піддається обміну, проте нічого в сутності уже не позначає. Праця перестає позначати реальність суспільного виробництва.
На думку Бодрійяра, внаслідок переходу системи від виробництва до перевиробництва основне насилля навколо праці відтепер здійснюється не на рівні ринкового обміну, а на знаковому, символічному рівні. Будучи безвідносною реальністю, яка не може бути позначеною нічим окрім себе самої, смерть стає символічним еквівалентом праці, на якому базується категорія робочої сили. «Щоб стати робочою силою, людина повинна вмерти. Цю свою смерть вона потім поступово продає в обмін на заробітну платню. Але економічне насилля, яке здійснюється над нею капіталом через нееквівалентний обмін зарплатні і робочої сили, ніщо порівняно з насиллям символічним, яке здійснюється над нею уже при самій її визначеності як виробничої сили. Фальсифікація, нееквівалентність цього обміну — ніщо порівняно зі знаковою еквівалентністю зарплатні і смерті».
| Вивід                                                                                        | Виробництво                                                  | Перевиробництво                                                                   |
| Природний закон цінності                                                                     | Ринковий закон цінності                                      | Структурний закон цінності                                                        |
| Праця позначається самоцінною. Вона виводиться з царства божественних або природних якостей. | Праця позначає реальність будь-якого суспільного виробництва | Праця — як знак серед знаків. Еквівалент символічного обміну. «Відкладена смерть» |

## Праця як «відкладена смерть»
Бодрійяр визначає сучасну неокапіталістичну культуру як культуру смерті, де смерть, внаслідок свого різкого протиставлення життю, зливає воєдино сутність першого та другого. Смерть стає після-життям, життя стає доживанням. Конечність більше не витісняється з соціального буття у якесь відведене місце, вона розчиняється у ньому, позбавляється часу і простору. Як наслідок, людська праця символічно стає відстроченою смертю, позбавленою темпоральної значимості. «Все вирішує ритм смерті — повільної або насильницької, невідкладної або відстроченої: саме цим радикально розмежовуються два типи організації — економічної і жертовної. Наше життя безповоротно поміщене в рамки першої, вкоріненої в безупинному „відкладанні“ [différence] смерті».